# メイズ・ランナー: 最期の迷宮
『メイズ・ランナー: 最期の迷宮』（メイズ・ランナーさいごのめいきゅう、Maze Runner: The Death Cure）は、2018年のアメリカ合衆国のSFアクション映画。監督はウェス・ボール、主演はディラン・オブライエンが務めた。本作はジェームズ・ダシュナーが2011年に上梓した小説『The Death Cure』を原作としており、メイズ・ランナー三部作の最終作でもある。

## ストーリー
WCKD(世界災害対策本部)に捕えられ、列車で移送される若者たちを救出するトーマスと仲間たち。WCKDは、奇病フレアウイルスに免疫のある若者(グレーダー)の血から治療薬を開発するために、若者を狩っているのだ。
ヴィンス率いる“対WCKD組織”ライト・アームの命令に反して、友人のミンホを救うべく行動を開始するトーマスたち。抗体を持つミンホは、WCKDで実験の被験者になっていた。恐怖の幻影を見せてストレスを与えることで免疫力は高まる。それは、若者たちが迷路(メイズ)に送られた理由でもあった。
WCKDの本部がある「最後の都市」へと向かうトーマスたち。トンネルを移動している最中、クランクに襲撃され窮地に陥ったが、その場に駆けつけたホルヘとブレンダの助力で何とか乗り切ることができた。その頃、WCKDの本部はミンホの血液から血清を作ることに成功していた。しかし、思うような治療効果は出なかった。
「最後の都市」は防御壁に囲まれていて、容易に侵入できそうになかった。壁の外では、まだ正気を保っているフレア保菌者たちが「俺たちを壁の中に入れろ」と抗議集会を開いていた。WCKDの部隊が群衆に向かって発砲したため、人々は散り散りになってしまった。その騒ぎの中で、トーマスたちは覆面を付けた集団に身柄を拘束された。その集団の中には、迷路で対立し死んだはずのギャリーの姿があった。彼は生き延びていたのである。ギャリーはトーマスたちをローレンスに引き合わせた。ローレンスはウィルス感染者で構成される反乱軍のリーダーであった。ローレンスはトーマスらに秘密の出入り口の存在を教えてくれた。トーマス、ギャリー、ニュートの3人は都市の内部に潜入し、本部の偵察を行った。テレサの姿を見かけたギャリーは、トーマスに彼女に手助けを求めてはどうかと提案した。交渉の結果、テレサは3人が本部に潜入するのに協力してくれることになった。テレサは3人に埋め込まれたマーカーを除去し、WCKDが3人を追跡できないようにしてくれた。
WCKDの本部に潜入したトーマスたちは、反乱軍のための血清を盗み、ミンホと捕われていた年少の免疫保有者(グレーダー)たちを救出した。そこへ市外から雪崩れ込んで来るウイルス感染者の反乱軍。
一人で研究室に戻り、トーマスの血液を調べるテレサ。トーマスの血液こそ真の効力ある血清となることを確認したテレサは、屋外スピーカーでトーマスに研究室に戻るよう呼びかけた。仲間たちを逃がすことを条件に戻るトーマス。だが、血清の独占を狙ったWCKDの幹部ジャンソンが上司のエヴァ・ペイジを殺し、トーマスを捕えた。
ジャンソンを倒したものの銃で撃たれ動けないトーマスを助けて、味方の飛行艇に乗せるテレサ。だが、テレサは逃げ遅れ、崩壊するビルの中に消えて行った。生き残った者たちは団結し、死んでいった者たちを想いながら再出発に踏み出した。

## キャスト
※括弧内は日本語吹替声優。
- トーマス - ディラン・オブライエン（畠中祐）
- テレサ - カヤ・スコデラリオ（能登麻美子）
- ニュート - トーマス・ブロディ＝サングスター（山下大輝）
- フライパン - デクスター・ダーデン（英語版）（臼木健士朗）
- ハリエット - ナタリー・エマニュエル（瀬戸麻沙美）
- ホルヘ - ジャンカルロ・エスポジート（堀内賢雄）
- ジャンソン - エイダン・ギレン（上田燿司）
- ローレンス - ウォルトン・ゴギンズ（井上倫宏）
- ミンホ - キー・ホン・リー（井上剛）
- エリス - ジェイコブ・ロフランド（英語版）（上村祐翔）
- ソーニャ - キャサリン・マクナマラ（ブリドカットセーラ恵美）
- ヴィンス - バリー・ペッパー（宮内敦士）
- ギャリー - ウィル・ポールター（浪川大輔）
- ブレンダ - ローサ・サラザール（潘めぐみ）
- エヴァ・ペイジ - パトリシア・クラークソン（榊原良子）

## 製作
2014年10月の段階で、シリーズ完結作は『ハンガー・ゲーム』シリーズのように2分割されることなく、1本の映画として製作されることが確定していた。2015年3月、T・S・ノーリンが第2作に引き続いて脚色を務めることになったと報じられた。2017年5月、ウォルトン・ゴギンズの出演が決まった。

### 撮影
本作の主要撮影は2016年2月に始まると予告されていたが、実際に始まったのは同年3月14日のことであった。18日にディラン・オブライエンが撮影中に負傷したことを受けて、撮影が一時中断されることとなった。製作サイドは5月中に撮影を再開させる意向だったが、オブライエンの怪我が重傷だったこともあり、撮影は無期延期されることとなった。
撮影が再開したのは2017年3月6日のことであった。同年6月3日には撮影が終了した。

## 公開
当初、本作は2017年2月17日に全米公開される予定だったが、オブライエンの怪我で撮影が遅延したために、公開スケジュールから引き上げられた。2016年5月27日、20世紀FOXは本作を2018年1月12日に全米公開すると発表した。2017年4月22日、ポストプロダクション作業に時間をかけるため、本作の全米公開日が2018年2月9日に再延期された。8月25日、FOXは本作の全米公開日を2週間早めると発表した。

## 興行収入
本作は公開初週末に2000万ドル前後を稼ぎ出すと予想されていたが、実際の数字はそれを上回るものであった。2018年1月26日、本作は全米3787館で封切られ、公開初週末に2416万ドルを稼ぎ出し、週末興行収入ランキング初登場1位となった。しかし、この数字は1作目（3251万ドル）及び2作目（3031万ドル）の公開初週末の興行収入を下回るものであった。

## 評価
映画批評集積サイトのRotten Tomatoesには122件のレビューがあり、批評家支持率は45%、平均点は10点満点で5.2点となっている。サイト側による批評家の見解の要約は「『メイズ・ランナー: 最期の迷宮』はシリーズのファンにとっては終幕となるかもしれない。しかし、そうでない人にとって、この消化不良の最終作は鑑賞しないままにするのが良い。」となっている。また、Metacriticには36件のレビューがあり、加重平均値は51/100となっている。なお、本作のCinemaScoreはB+となっている。